# De sju urens mysterium
De sju urens mysterium (originaltitel The Seven Dials Mystery) är en detektivroman av författaren Agatha Christie. Den utkom i original 1929 och i svensk översättning följande år, 1930. Romanen kan ses som en fristående fortsättning på den tidigare utgivna romanen Hemligheten på Chimneys; det rör sig förvisso om två helt olika historier, men några av personerna från Hemligheten på Chimneys medverkar även i De sju urens mysterium, däribland kommissarie Battle, som skulle återkomma i flera av Christies romaner, och romanens huvudperson, Lady Eileen (Bundle) Brent. Hon är dotter till den tankspridde adelsmannen markisen av Caterham. Andra återkommande karaktärer är Bill Eversleigh, George Lomax och Tredwell.
Romanen fick mestadels negativa recensioner. En recensent noterade en förändring i stilen ("Mindre bra i fråga om stil") men ansåg att romanen "upprätthåller författarens rykte om uppfinningsrikedom". En annan kritiker var ganska besviken över stilförändringen från några av hennes tidigare romaner, och sade att hon hade "övergett den metodiska proceduren att undersöka ett enda och begränsat brott för romantiken om universella konspirationer och internationella skurkar". En annan tyckte att berättelsen började bra, men kritiserade sedan författaren eftersom "hon noggrant har undvikit att lämna några ledtrådar som pekar på den verkliga brottslingen. Värst av allt är att lösningen i sig är helt befängd." 1990 ansågs denna roman ha samma karaktärer och hemmafester som Hemligheten på Chimneys "men utan samma iver och fräckhet"

## Historia
I sin självbiografi säger Christie att denna bok var vad hon kallade "den lättsamma thrillertypen". Hon fortsatte med att säga att de alltid var lätta att skriva eftersom de inte krävde alltför mycket intrig eller planering, förmodligen i motsats till de mycket hårt planerade detektivhistorierna. Hon kallade denna era för sin "plutokratiska" period i och med att hon började få summor för amerikanska serierättigheter som både översteg vad hon tjänade i Storbritannien för sådana rättigheter och vid denna tidpunkt var fri från inkomstskatt. Hon jämförde denna period med den tid då hon skrev dessa kommentarer (1950-talet till 1960-talet) då hon plågades av inkomstskatteproblem som varade i ett tjugotal år och åt upp det mesta av vad folk antog var en stor förmögenhet.

## Handling
Sir Oswald och Lady Coote anordnar en fest i det ståtliga hemmet Chimneys, som de har hyrt för säsongen. På gästlistan finns Gerry Wade, Jimmy Thesiger, Ronny Devereux, Bill Eversleigh och Rupert "Pongo" Bateman. Eftersom Wade har en dålig vana att försova sig, spelar de andra honom ett spratt genom att placera åtta väckarklockor i hans rum och ta tid på dem så att de ringer med jämna mellanrum. Nästa morgon hittar en betjänt Wade död i sin säng, med en flaska kloral på nattduksbordet. Thesiger lägger märke till att en av de åtta väckarklockorna saknas. Den hittas senare i en häck.
Lord Caterham och hans dotter Lady Eileen "Bundle" Brent flyttar tillbaka till Chimneys. När Bundle kör till London för att träffa Eversleigh hoppar Ronny Devereux ut framför hennes bil. Innan han dör muttrar Devereux "Sju ur..." och "Berätta... Jimmy Thesiger." Bundle tar kroppen till en läkare, som berättar för henne att hennes bil inte körde på Devereux; Han blev skjuten.
De sju uren visar sig vara en sjaskig nattklubb och spelhåla. Bundle känner igen dörrvakten som Alfred, en betjänt från Chimneys. Alfred berättar för henne att han lämnade Chimneys för mycket högre lön som erbjöds av Mosgorovsky, klubbens ägare. Alfred tar med sig Bundle in i ett hemligt rum, där hon gömmer sig i ett skåp och blir vittne till ett möte med sju personer som bär huvor med urtavlor. De pratar om den alltid försvunna "Nummer Sju" och om en kommande fest på Wyvern Abbey, där en vetenskapsman vid namn Eberhard kommer att erbjuda en hemlig formel till försäljning till den brittiske flygministern.
På festen blir formeln stulen och Jimmy Thesiger blir skjuten i sin högra arm. Thesiger berättar hur han slogs mot en man som klättrade ner för murgrönan. Nästa morgon hittar Battle en förkolnad vänsterhandske med tandmärken i den öppna spisen. Hon har en teori om att tjuven kastade pistolen på gräsmattan från terrassen och sedan klättrade tillbaka in i huset via murgrönan. Bundles far rapporterar att Bauer, drängen som ersatte Alfred, är försvunnen.
Ronny Devereux testamentsexekutorer har skickat ett brev till Eversleigh skrivet av Devereux. Thesiger ringer upp Bundle och Gerry Wades syster Loraine och säger åt dem att möta honom och Eversleigh på klubben De sju uren. Bundle visar Thesiger rummet där De sju uren möts. Loraine hittar Eversleigh medvetslös i bilen och de tar med honom in på klubben.
Någon slår Bundle medvetslös och hon kommer till sans i Eversleighs armar. Mr Mosgorovsky tar med dem till mötet med De sju uren, där nummer sju avslöjas som kommissarie Battle. Han avslöjar att de är en grupp människor som arbetar med underrättelsetjänst för regeringen. Battle berättar för Bundle att föreningen har lyckats med sitt huvudmål, en internationell brottsling vars handelsvara är stöld av hemliga formler: Jimmy Thesiger arresterades samma eftermiddag tillsammans med sin medbrottsling, Loraine Wade. Battle förklarar att Thesiger dödade Wade och Devereux när de kom in på hans spår. Devereux tog den åttonde klockan från Wades rum för att se om någon reagerade på att det fanns "sju urtavlor". I Wyvern Abbey stal Thesiger formeln, gav den till Loraine, sköt sig sedan i sin högra arm och gjorde sig av med sin vänstra handske med hjälp av tänderna. Eversleigh låtsades vara medvetslös i bilen utanför klubben De sju uren. Thesiger gick aldrig till en läkare, utan gömde sig på klubben och slog Bundle medvetslös. Bundle tar Wades plats i De sju uren och gifter sig med Bill Eversleigh.

## Karaktärer
- Sir Oswald Coote: self-made miljonär.
- Maria, Lady Coote: hans fru.
- Tredwell: butlern på Chimneys.
- MacDonald: trädgårdsmästare på Chimneys.
- Rupert Bateman: Sir Oswalds sekreterare. Var i skolan med Jimmy Thesiger, och ringde Pongo.
- Helen, Nancy och Vera "Socks" Daventry: Gäster på Cootes husfest på Chimneys,
- Bill Eversleigh: gäst på hemmafesten, arbetar på utrikesdepartementet för George Lomax.
- Ronny Devereux: gäst på hemmafesten, senare mördad.
- Gerald Wade: gäst på hemmafesten, senare mördad.
- Loraine Wade: hans styvsyster.
- Jimmy Thesiger: gäst på hemmafesten och senare på Wyvern Abbey, och man på stan; en mördare och tjuv.
- Stevens: Jimmys tjänare.
- Clement Edward Alistair Brent, 9:e markis av Caterham: Far till Bundle, ägare av Chimneys.
- Lady Eileen "Bundle" Brent: hans dotter och en gång amatördetektiv.
- Kommissarie Battle: från Scotland Yard.
- Alfred: före detta springpojke på Chimneys, nu på nattklubben De sju uren.
- John Bauer: Hans ersättare på Chimneys.
- George Lomax: Statssekreterare för utrikesfrågor, värd för Wyvern Abbey.
- Sir Stanley Digby: Flygminister för den brittiska regeringen, gäst i Wyvern Abbey.
- Terence O'Rourke: gäst på festen i Wyvern Abbey.
- Grevinnan Radzky: gäst på Wyvern Abbey, avslöjad senare som New York-skådespelerskan Babe St Maur.
- Herr Eberhard: Tysk uppfinnare.
- Mosgorovsky: ägare till nattklubben De sju uren och medlem i gruppen.
- Greve Andras och Hayward Phelps: medlemmar i gruppen De sju uren

## Litterär betydelse och mottagande
Recensionen i Times Literary Supplement den 4 april 1929 var för en gångs skull påtagligt föga entusiastisk över en Christie-bok: "Det är mycket synd att Mrs Christie i denna, liksom i en tidigare bok, har övergett det metodiska förfarandet att undersöka ett enda och begränsat brott till förmån för romantiken om universella konspirationer och internationella skurkar. Dessa gotiska romanser är inte att förakta, men de skiljer sig så mycket från berättelsen om strikt upptäckt att det är osannolikt att någon skulle vara skicklig i båda. Mrs Christie saknar den slumpartade och godtrogna romantik som gör den större duken av mer omfattande brottslighet framgångsrik. I en sådan föreställning är bravur snarare än precision avgörande. Mysteriet med Seven Dials och det hemliga sällskap som möttes i detta olycksbådande distrikt kräver just en så bred behandling, men mrs Christie ger den den minutiösa studie som hon använde så skickligt i sina tidigare böcker. Granskningen avslutade: "Det finns ingen särskild anledning till varför den maskerade mannen skulle vara just den person han visar sig vara".
Recensionen i The New York Times Book Review den 7 april 1929 började: "Efter att ha läst de inledande kapitlen i denna bok förväntar man sig en ovanligt underhållande historia. Det finns en del mycket glada ungdomar i den, och det faktum att de blir indragna i en mordgåta dämpar inte deras humör i någon större utsträckning." Den okrediterade recensenten satte upp handlingen om att Gerald Wade hittades död och sa sedan: "Än så länge är historien utmärkt; I själva verket fortsätter det att lova gott tills den tid kommer då mysteriet ska lösas. Då ser man att författaren varit så angelägen om att hindra läsaren från att gissa sig till lösningen att hon snarare har överskridit gränserna för vad som bör tillåtas för en deckarförfattare. Hon har undanhållit information som läsaren borde ha fått, och eftersom hon inte nöjt sig med att strö ut falska ledtrådar med frikostig hand, har hon omsorgsfullt undvikit att lämna några ledtrådar som pekar på den verklige brottslingen. Värst av allt är att lösningen i sig är helt befängd. Den här boken är långt under den standard som sattes av Agatha Christies tidigare berättelser."
The Scotsman skrev den 28 januari 1929: "Mindre bra i stilen än några av hennes tidigare romaner, The Seven Dials Mystery... upprätthåller författarens rykte om uppfinningsrikedom." Recensionen fortsatte med att säga att: "Det är ett ovanligt inslag i den här berättelsen att läsaren i slutet kommer att vilja gå tillbaka till historien för att se om han har fått en fyrkantig uppgörelse med författaren. På det hela taget har han gjort det."
Robert Barnard noterade att romanen hade "Samma karaktärer och miljö som Chimneys" och avslutade sedan sin syn på den med att lägga till "men utan samma iver och fräckhet".

## Filmatiseringar
Efter framgången med TV-versionen av Varför bad de inte Evans? 1980, anpassades De sju urens mysterium av London Weekend Television som en 140 minuter lång TV-film och sändes söndagen den 8 mars 1981. I rollerna syntes bland andra John Gielgud (som lord Caterham), Harry Andrews (som  kommissarie Battle), Cheryl Campbell (som lady Eileen 'Bundle' Brent), James Warwick (som Jimmy Thesiger) och Lucy Gutteridge (som Lorraine Wade) i rollistan. Produktionen var extremt trogen boken utan några större avvikelser i handling eller karaktärer.
Denna andra framgång med att adaptera en Agatha Christie-bok ledde till att samma företag beställde filmatiseringar av Den hemlighetsfulle motståndaren och Agatha Christie's Partners in Crime för deras sändning 1983.